# Jang Jae-geun
Dans ce nom, le nom de famille précède le nom personnel.
Jang Jae-geun (en coréen, 장재근, né le 2 janvier 1962) est un athlète sud-coréen, spécialiste du 200 mètres.
Son meilleur temps sur 200 m est de 20 s 41 (+1,0 m/s), établi à Djakarta, le 27 septembre 1985 qui a longtemps été record d'Asie et est l'actuel record sud-coréen (le plus ancien). En tant que record des Championnats d'Asie, il n'a été battu qu'en 2015, 30 ans après.
Il a remporté la médaille d'or sur 200 m lors des Jeux asiatiques de 1982 à New Delhi, ainsi qu'une médaille d'argent sur 100 m. Il remporte encore une médaille d'or lors des Jeux asiatiques de 1986.
Il a représenté à deux reprises l'Asie à la Coupe du monde (en 1985 et en 1989).
Il a participé aux Jeux olympiques de 1984 et à ceux de 1988.